# Filtr dichroiczny

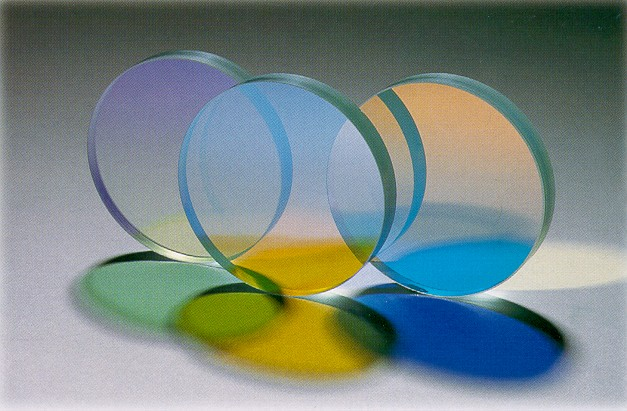
Filtry dichroiczne

Filtr dichroiczny lub zwierciadło dichroiczne – bardzo precyzyjny, kolorowy element optyczny służący do selektywnego przepuszczania światła w danym zakresie widma, a odbijania w każdym innym zakresie. Filtry dichroiczne charakteryzuje się zwykle poprzez wskazanie, który fragment widma jest przepuszczany, podczas gdy zwierciadła dichroiczne raczej przez wskazanie, co jest odbijane. Zwierciadło dichroiczne zwykle można uważać za odwrotność filtrów dichroicznych – odbijają one pewien wąski, zdefiniowany zakres promieniowania świetlnego, a przepuszczają resztę, gdy filtr zachowuje się odwrotnie. Jednak z fizycznego punktu widzenia, oba elementy działają na tej samej podstawie. Filtry dichroiczne mogą być także skonstruowane w ten sposób, że przepuszczają określoną część zadanej fali świetlnej.
Zastosowanie filtru dichroicznego powoduje, że światło odbierane przez obserwatora jest bardzo nasycone (intensywne) w danej barwie. Ta właściwość tych filtrów, pomimo dość wysokich kosztów, jest wykorzystywana przy oświetleniu w teatrze, architekturze i tym podobnych.
Z kolei zastosowanie zwierciadeł dichroicznych, o zadanych właściwościach, jako reflektorów w źródłach światła wysokiej mocy (na przykład lampach teatralnych), powoduje, że odbijają one w przód światło widzialne (używane do oświetlania), natomiast przepuszczają do tyłu podczerwień (wypromieniowywane ciepło), co skutkuje "zimniejszym" strumieniem światła. We współczesnych lampach halogenowych, tego typu reflektory są często zintegrowane z żarówkami.
Filtry dichroiczne działają na zasadzie interferencji. Na podstawie szklanej ułożone są kolejne, naprzemienne warstwy pokrycia optycznego, które selektywnie wzmacniają wybrane długości światła, interferując z kolei z pozostałymi. Technologia nakładania tych warstw jest niezwykle precyzyjna, nakłada się je w próżni, co pozwala na ścisłe sterowanie ich grubością oraz liczbą. To z kolei umożliwia produkcję filtrów dichroicznych o zadanych, ścisłych właściwościach – od bardzo wąskiej przepuszczalności do całkiem szerokiej. Możliwa jest też produkcja filtrów dichroicznych przepuszczających światło kilku odmiennych barw, a odbijających pozostałe barwy. Ponieważ niepożądane długości fali są zwykle odbijane, a nie pochłaniane, filtry takie nie absorbują wiele energii podczas działania i nie grzeją się tak mocno jak konwencjonalne (które pochłaniają właśnie niepożądane długości fali, a przepuszczają zadane).
W urządzeniach rozszczepiających światło na poszczególne kolory widma (na przykład projektorach wideo albo kolorowych kamerach wideo) zamiast pojedynczych filtrów dichroicznych stosuje się pryzmaty dichroiczne, których zasada działania jest identyczna.
Filtry dichroiczne znalazły także szerokie zastosowanie w wielu precyzyjnych instrumentach optycznych, na przykład w większości odmian mikroskopii fluorescencyjnej, gdzie pozwalają na niemal dowolną manipulację wiązką świetlną, a także jej rozdzielanie (oddzielanie sygnału).

## Zalety filtrów dichroicznych
- Dużo lepsze właściwości selekcyjne niż filtry konwencjonalne
- Technologia produkcji pozwala na wytwarzanie filtrów o konkretnych zadanych właściwościach, od niezwykle selektywnych po bardziej przepuszczające, a także przepuszczające tylko część danej długości światła
- Mniejsza absorpcja światła filtrowanego, co oznacza mniejsze nagrzewanie się
- Większa trwałość w porównaniu do konwencjonalnych filtrów, w których czynnik selekcyjny może ulegać "wypalaniu" lub "wybielaniu" podczas długiej pracy
- Szkło jako materiał podstawowy zapewnia większą odporność na wyższe temperatury, co zmniejsza deformacje termiczne i potencjalne aberracje
- Niezwykle odporne na ekspozycję na światło laserowe dużej mocy

## Wady filtrów dichroicznych
- Droższe niż filtry konwencjonalne
- Szkło jako materiał podstawowy jest bardziej wrażliwe na uszkodzenia mechaniczne
- Cięższe w obróbce i pracy niż lżejsze plastikowe odpowiedniki

## Inne zastosowania filtrowania dichroicznego
Szkło artystyczne, do wyrobu na przykład biżuterii, jest często produkowane z zastosowaniem technologii filtracji dichroicznej (szkło dichroiczne). Ponieważ długość filtrowanej fali świetlnej zależy od kąta padania światła na filtr, taka biżuteria wykazuje efekt iryzacji.